# 廣葉鋸齒雙蓋蕨
廣葉鋸齒雙蓋蕨（学名：Diplazium dilatatum）为蹄蓋蕨科雙蓋蕨屬下的一个种。

## 扩展阅读
- 維基物種上的相關：廣葉鋸齒雙蓋蕨